# Consolata Mukangango
Suor Gertrude, nata Consolata Mukangango (Gitarama, 15 agosto 1958), è una criminale ruandese, che ha contribuito allo sterminio di circa 7600 persone nel corso del genocidio del Ruanda.

## Biografia
Suor Gertrude nacque nel 1958 a Gitarama. Era la madre superiora del convento di Sovu, situato nel sud del paese, dove, a partire dal 17 aprile 1994, nel bel mezzo del genocidio del Ruanda, cercarono rifugio migliaia di persone di etnia tutsi. Suor Gertrude e la monaca benedettina Maria Kisito trasferirono i rifugiati nel vicino centro di assistenza sanitaria, in modo che non interferissero con le attività del convento. Rifiutarono di dar loro da mangiare, nonostante i magazzini fossero pieni di scorte alimentari.
Il 22 aprile 1994 ebbe inizio il massacro: le milizie paramilitari dell'Interahamwe, guidate da Emmanuel Rekeraho, e diversi membri della popolazione di etnia hutu attaccarono il centro di assistenza sanitaria. Mentre i tutsi si rifugiarono nel garage, le milizie hutu decisero di dar fuoco all'edificio. Le due suore allora si procurarono due taniche di benzina e diedero fuoco al garage, come testimoniato dalla superstite Séraphine Mukamana. Solo in quella giornata vennero uccise circa 7000 persone.
Tre giorni dopo, Rekeraho e i suoi uomini tornarono al convento. Con il pretesto che non c'era cibo a sufficienza per sfamare tutti i rifugiati, le suore chiesero ai paramilitari di ucciderne altri 600. Suor Gertrude attirò con l'inganno i fuggitivi fuori dal convento, facendoli massacrare dalle milizie hutu. Solo i familiari delle suore tutsi vennero risparmiati. Il 6 maggio un gruppo di poliziotti armati uccise i trenta latitanti rimasti.
Il 1º luglio il convento di Sovu fu evacuato e le suore vennero trasferite in quello di Maredret, in Belgio, dopo aver transitato nello Zaire e in Francia. L'8 giugno 2001 Suor Gertrude venne condannata dalla Corte d'assise di Bruxelles a 15 anni di reclusione per aver collaborato allo sterminio di 7600 ruandesi.